# Ибрахими, Ута
Флютура Ибрахими (алб. Flutura Ibrahimi; род. 27 ноября 1983, Гнилане), более известная как Ута Ибрахими (алб. Uta Ibrahimi), — косоварская альпинистка. Она стала первой албанкой, поднявшейся на Эверест, самую высокую вершину в мире. Сделала Ибрахими это 22 мая 2017 года, после чего она покорила вершины Манаслу (8163 м), Чо-Ойю (8201 м), Лхоцзе (8516 м) и Гашербрум (8080 м), официально став первой женщиной с Балкан, поднявшейся на пять вершин выше 8000 метров.
Достижения Уты Ибрахими были отмечены многими местными и международными изданиями. Через свою альпинистскую деятельность и выступления в СМИ Ибрахими стремится рассказать миру больше о природе и горах, а также о состоянии прав человека в Косово и Албании.

## Биография
Ута Ибрахими родилась в косовском городе Гнилане. Она окончила экономический факультет Университета Приштины, где изучала маркетинг.
Она начинала свою карьеру в качестве ассистента по маркетингу в Университете Илирии, а затем работая по этой же специальности в различных частных компаниях. Так Ута занимала должность директора маркетингового агентства «Ogilvy Karrota».. Помимо своей основной трудовой деятельности, в частности разработки маркетинговых кампаний для крупных бизнес-клиентов, она также занималась социальными проектами, касавшихся прав человека. Ута также была менеджером по маркетингу, членом жюри и организатором мероприятий в рамках фестиваля документального кино «Dokufest», проводившегося в косовском Призрене. В 2015 году она оставила свою карьеру в маркетинге, чтобы все свои силы посвятить альпинизму.
В 2016 году она основала компанию «Butterfly Outdoor Adventures Company» с целью продвижения культуры и туризма в Косово, которая стала частью проекта USAID "Via Dinarica", представляющего собой платформу для формирования стабильных туристических маршрутов и пространства в Западных Балканах (от Косово до Словении).

## Покорённые вершины
Ута Ибрахими начала свою деятельность в качестве альпинистки с покорения следующих вершин:
- Мусала (Болгария) — 2925 м (2014)[20][21],
- Олимп (Греция) — 2918 м (2014),
- Триглав (Словения) — 2553 м (март 2016), зимняя экспедиция[22],
- Эрджиес (Турция) — 3916 м (2016), зимняя экспедиция,
- Хасандаг (Турция) — 3200 м (2016), зимняя экспедиция,
- Эмлер (Турция) — 3500 м (2016), зимняя экспедиция,
- Монблан (Франция) — 4880 м (2015), зимняя экспедиция[23],
- Рейнир (США) — 4392 м (2018),
- Пик Ялунг Ри (Непал) — 5700 м (2016), зимняя экспедиция,
- Пик Нурбу — 5800 м (2016), зимняя экспедиция (новый маршрут),
- Пик Рамдунг (Непал) — 5925 м (2016), зимняя экспедиция,
- Лобуче Восточная (Непал) — 6119 м (2017, покорена трижды),
- Мёнх (Швейцария) — 4107 м (2017), зимняя экспедиция[24],
- Исланд (Непал) — 6189 м (2018),
- Ама-Даблам (Непал) — 6812 м (2018)[25].

В период восхождения на эти горы у Ибрахими появилась идея покорения 14 высочайших вершин мира. Она начала её реализацию с восхождения на Эверест в 2017 году. К настоящему времени ей покорились: 
- Эверест (8848 м)[29],
- Манаслу (8163 м)[30],
- Чо-Ойю (8201 м)[31],
- Лхоцзе (8516 м)[32],
- Гашербрум (8080 м)[7].

Эти достижения позволили ей официально стать первой женщиной с Балкан, поднявшейся на пять вершин выше 8000 метров.
Ута Ибрахими также входила в состав "National Geographic Team", поднявшейся на вершину южного склона Лхоцзе (7800 м) в 2019 году.

## Общественное признание
В 2018 году Ута Ибрахими была официально объявлена чемпионом ЦУР и влиятельным лицом, участвующим в работе Косовской команды Организации Объединенных Наций по содействию экологическому и гендерному равенству и расширению прав и возможностей молодежи. Она принимала участие в реализации и разработке проектов, способствующих достижению целей ЦУР: гендерного равенства и борьба с пагубным воздействием на климат.
Кроме того, Ута Ибрахими стала первой и остаётся единственной спортсменкой в Косово, организующей пешие походы и развлечения на свежем воздухе для детей-аутистов. В качестве известной и влиятельной фигуры она участвовала в публичных мероприятиях, таких как «TedEx Albania», «Bar Camp Prishtina», «World Clean Up Day Campaign Face of the Campaign»была членом жюри на конкурсе документальных фильмов, посвящённых экологии, в рамках косовского кинофестиваля «Dokufest».